# Oko za oko (film, 1993)
Oko za oko (angleško: Gypsy Eyes) je slovenski akcijski romantični kriminalni film iz leta 1993. Poznan je tudi pod naslovom Cigankine oči.
Na Slovenskem filmskem maratonu 1993 je bil predvajan na video kaseti. Vogue Anžlovar leta 1994 ni prejel sredstev za distribucijo v Sloveniji in odkup kopije, zaradi česar se je sprl z ministrom za kulturo, Sergijem Pelhanom, ki je za STA potrdil, da so odobritev 3 milijonov tolarjev začasno odložili, ker so sumili, da je firma, ki naj bi posredovala v tem poslu, vmešana v nečedne posle.
Film je leta 1994 v Sloveniji imel omejeno distribucijo. V ZDA je bil izdan na videu.
Za angleško-ameriško igralko Claire Forlani, ki je širšemu občinstvu postala znana s filmom Ko pride Joe Black, je bil to filmski debi.

### Zgodba
Romunska Rominja Katarina je priča umora znanega politika. Harry Noble, agent CIE, se odloči stvar raziskati. Izkaže se, da na veleposlaništvu v Bukarešti preprodajajo orožje. Ker Katarina in Harry vesta preveč, ju napadejo. Harry je močno poškodovan. Katarina ga skrije v romskem taboru. 

## Ustvarjalci o filmu
Vogue Anžlovar je priznal, da film ni umetniški izdelek. Scenarij je nastal v Los Angelesu. Smejali naj bi se mu, ko  je predlagal slovenščino. Zaradi umika nekega zasebnega investitorja naj bi najel kredit pri Ljubljanski banki. Projekt je ocenil na 180 milijonov tolarjev. Trdil je, da zaradi svojega bankrota ne more preveriti odziva na ameriškem trgu. Za distribucijo s strani Ljubljanskih kinematografov naj bi si Vogue sposodil dodatna sredstva.

## Kritike
Vesna Marinčič (Delo) je napisala, da so Cigankine oči video in da tako zgodba tudi funkcionira, zaradi česar napake niso moteče. Pohvalila je za slovenske razmere nenavadno hitro montažo in sproščenost igralcev, ter delo snemalcev. Zgodbo je označila za že videno, nenapeto, predvidljivo in prazno, a gledljivo tretjerazredno ljubezensko in petorazredno kriminalko. Za režiserjev najbolj dragocen prispevek je označila njegovo tanko in fino duhovitost, s katero se je samokritično dvignil nad tem. Film je primerjala s Pričo Harrisona Forda. Angleščina Marka Derganca se ji je zdela najboljša. Všeč ji je bilo, da Slovenci v vlogah Romov ne govorijo slovensko. Zanjo bi bila namreč nesreča, če bi ameriški gledalci kabelskih televizij imeli Slovenijo za domovino Romov. Prikaz le teh se ji je zdel tipično ameriški, saj ne počnejo drugega kot da plešejo in jahajo konje. V poročilu s Slovenskega filmskega maratona je napisala, da je film veliko boljši kot Babica gre na jug.
Brane Maselj, ki si je film ogledal novembra 1994 v kletnem kinu Kompas, je napisal, da gre za soliden, gledljiv in dogajanja poln tretjerazredni film, ki ga najbolj pokvari igralsko nesposobna glavna igralka. Od slovenskih igralcev mu je bil najbolj všeč Boris Cavazza.

## Zasedba
| - Jim Metzler: Harry Noble - Claire Forlani: Katarina - George DiCenzo: Wyden - Boris Cavazza: Otto, Katarinin oče in romski poglavar - Zachary Weintraub: Shane - Paul Lightman: Anron - Matjaž Tribušon: George | - Marko Derganc: Oscar - Jonas Žnidaršič: Metko - Ashley Graham: sekretar na veleposlaništvu - Radko Polič: Leo - Simona Pitner: vedeževalka - Alojz Svete: Coronte - Janez Vajevec: detektiv | - Jelena Marković: stara Romka - Robert Prebil: Sam - Valter Dragan: Rolly - Silvan Furlan: kupec na konjskem sejmu - Zoran Predin: romski pevec - Bojan Emeršič: postrešček - Gojmir Lešnjak: prodajalec |

## Ekipa
- fotografija: Peter Bratuša (kot Peter Kline Bratuša)
- montaža: Neil Kirk
- glasba: Emilio Kauderer
- scenografija: Urša Loboda
- kostumografija: Vesna Černelič

## Nagrade
- Slovenski filmski maraton 1993: diploma Metod Badjura za režiserja in slovensko ekipo[6]